# Megalaimini
Megalaimini – monotypowe plemię ptaków z podrodziny pstrogłowów (Megalaiminae) w obrębie rodziny tukanowatych (Ramphastidae).

## Zasięg występowania
Plemię obejmuje gatunki występujące w orientalnej Azji.

## Morfologia
Długość ciała 15–35 cm; masa ciała 26–295 g.

## Systematyka
Do plemienia należy jeden rodzaj – Psilopogon, który zdefiniował w 1836 roku niemiecki przyrodnik Salomon Müller w artykule poświęconym faunie Sumatry opublikowanym w czasopiśmie Tijdschrift voor Natuurlijke Geschiedenis en Physiologie. Gatunkiem typowym jest (oznaczenie monotypowe) pstrogłów żaroczuby (P. pyrolophus).

### Etymologia
- Bucco: łac. bucca ‘policzek, zwłaszcza gdy jest nadęty’ (nazwa Bucco pierwotnie stosowana była na określenie tukanów i pstrogłowów ze względu na ich pełne policzki)[12]. Gatunek typowy (oznaczenie monotypowe): Bucco grandis J.F. Gmelin, 1788 (= Bucco virens Boddaert, 1783).
- Psilopogon: gr. ψιλος psilos ‘goły, prosty, rzadki’; πωγων pōgōn, πωγωνος pōgōnos ‘broda’[13].
- Megalaima: gr. μεγας megas, μεγαλη megalē ‘wielki, duży’; λαιμοα laimos ‘gardło’[14].
- Buccotrogon: zbitka wyrazowa nazw rodzajów: Bucco Temminck, 1820 (pstrogłów) oraz Trogon Brisson, 1760 (trogon)[15]. Gatunek typowy (oznaczenie monotypowe): Buccotrogon torquatus Kreling, 1853 (= Psilopogon pyrolophus S. Müller, 1836).
- Pseudobucco: gr. ψευδος pseudos ‘fałszywy’; nowołac. bucco ‘pstrogłów’, od łac. bucca ‘policzek, zwłaszcza gdy jest nadęty’[16].
- Chotorea: epitet gatunkowy Bucco kotorea[f] Temminck, 1831; syngaleska nazwa Kottōruwa dla pstrogłowów[17]. Gatunek typowy: Bonaparte wymienił kilka gatunków – Bucco javensis Horsfield, 1821, Capito lineatus Vieillot, 1816, Bucco corvinus Temminck, 1831, Bucco viridis Boddaert, 1783, Bucco caniceps[g] Franklin, 1831, Megalaema hogdsoni[h] Bonaparte, 1850 i Bucco chrysopogon Temminck, 1824 – z których gatunkiem typowym jest (późniejsze oznaczenie) Bucco javensis Horsfield, 1821[18].
- Cyanops: gr. κυανος kuanos ‘ciemnoniebieski’; ωψ ōps, ωπος ōpos ‘twarz, oblicze’[19]. Gatunek typowy: Bonaparte wymienił dwa gatunki – Bucco asiaticus Latham, 1790 i Bucco flavifrons Cuvier, 1816 – z których gatunkiem typowym jest (późniejsze oznaczenie) Bucco asiaticus Latham, 1790[18].
- Xantholaema: gr. ξανθος xanthos „żółty, złoto-żółty”; λαιμος laimos „gardło”[20]. Gatunek typowy: Bonaparte wymienił kilka gatunków – Bucco philippensis J.F. Gmelin, 1788 (= Bucco haemacephalus Statius Müller, 1776), Bucco rubrifrons Vieillot, 1816 (= Bucco pusillus Dumont, 1816), Bucco rubricapillus J.F. Gmelin, 1788, Bucco flavigula Boddaert, 1783 (= Bucco haemacephalus Statius Müller, 1776), Bucco ruseus Cuvier, 1817 (= ?) i Bucco rafflesius Boie, 1832 (= Bucco haemacephalus Statius Müller, 1776) – z których gatunkiem typowym jest (późniejsze oznaczenie) Bucco philippensis J.F. Gmelin, 1788 (= Bucco haemacephalus Statius Müller, 1776)[18].
- Mezobucco: gr. μεζων mezōn „większy”, forma wyższa od μεγας megas „wielki”; rodzaj Bucco Temminck, 1820 (pstrogłów)[21]. Gatunek typowy (oryginalne oznaczenie): Bucco duvaucelii Lesson, 1830.
- Geniates: gr. γενειατης geneiatēs „brodaty”, od γενειον geneion „broda, podbródek”, od γενυς genus „policzek”[22].
- Thereiceryx: gr. θερος theros „lato, gorąca pora”; κηρυξ kērux, κηρυκος kērukos „herald”[23]. Gatunek typowy (oryginalne oznaczenie): Bucco zeylanicus J.F. Gmelin, 1788.

### Podział systematyczny
Do plemienia należy jeden rodzaj z następującymi gatunkami:

- Psilopogon malabaricus (Blyth, 1847) – pstrogłów malabarski
- Psilopogon rubricapillus (J.F. Gmelin, 1788) – pstrogłów czerwonoczelny
- Psilopogon haemacephalus (Statius Müller, 1776) – pstrogłów żółtogardły
- Psilopogon eximius (Sharpe, 1892) – pstrogłów czarnogardły
- Psilopogon cyanotis (Blyth, 1847) – pstrogłów modrouchy
- Psilopogon duvaucelii (Lesson, 1830) – pstrogłów czarnouchy
- Psilopogon australis (Horsfield, 1821) – pstrogłów żółtouchy
- Psilopogon pyrolophus S. Müller, 1836  – pstrogłów żaroczuby
- Psilopogon virens (Boddaert, 1783) – pstrogłów żółtodzioby
- Psilopogon lagrandieri (J. Verreaux, 1868) – pstrogłów błękitnobrewy
- Psilopogon rafflesii (Lesson, 1839) – pstrogłów krasnoczapkowy
- Psilopogon mystacophanos (Temminck, 1824) – pstrogłów czerwonogardły
- Psilopogon javensis (Horsfield, 1821) – pstrogłów obrożny
- Psilopogon pulcherrimus (Sharpe, 1888) – pstrogłów złotokarkowy
- Psilopogon henricii (Temminck, 1831) – pstrogłów złotoczelny
- Psilopogon armillaris (Temminck, 1821) – pstrogłów okularowy
- Psilopogon faiostrictus (Temminck, 1832) – pstrogłów zielonolicy
- Psilopogon lineatus (Vieillot, 1816) – pstrogłów plamkowany
- Psilopogon zeylanicus (J.F. Gmelin, 1788) – pstrogłów nakrapiany
- Psilopogon viridis (Boddaert, 1783) – pstrogłów białolicy
- Psilopogon flavifrons (Cuvier, 1816) – pstrogłów żółtoczelny
- Psilopogon auricularis (Robinson & Kloss, 1919) – pstrogłów złotogardły
- Psilopogon franklinii (Blyth, 1842) – pstrogłów złotobrody
- Psilopogon monticola (Sharpe, 1889) – pstrogłów górski
- Psilopogon corvinus (Temminck, 1831) – pstrogłów brązowogardły
- Psilopogon chrysopogon (Temminck, 1824) – pstrogłów złotawy
- Psilopogon incognitus (Hume, 1874) – pstrogłów czarnowąsy
- Psilopogon faber (Swinhoe, 1870) – pstrogłów hajnański
- Psilopogon nuchalis (Gould, 1863) – pstrogłów tajwański
- Psilopogon chersonesus (Chasen & Kloss, 1927) – pstrogłów tajlandzki
- Psilopogon oorti (S. Müller, 1836) – pstrogłów czarnobrewy
- Psilopogon asiaticus (Latham, 1790) – pstrogłów niebieskolicy